# Студеничани (община)
Студеничани (макед. Општина Студеничани) — община в Северной Македонии. Расположена в центральной части страны. Население составляет 17 246 человека (2002 год).
Административный центр — село Студеничани.
Площадь территории общины 276,16 км².
Этническая структура населения в общине по переписи населения 2002 года:
- албанцы — 11 793 чел. (68,4%);
- турки — 3 285 чел. (19,1%);
- боснийцы — 1 662 чел. (9,6%);
- македонцы — 309 чел. (1,8%);
- остальные — 197 чел. (1,1%)